# Lee Boo-yeol
Lee Boo-yeol ((이부열?, 李富烈?); 16 ottobre 1958) è un ex calciatore sudcoreano, di ruolo centrocampista.